# Ange Hyacinthe Maxence de Damas
Baron Ange Hyacinthe Maxence de Damas (rusko Макси́м Ива́нович де Дама́с), francoski general, * 30. september 1785, † 6. maj 1862.
Bil je eden izmed pomembnejših generalov, ki so se borili med Napoleonovo invazijo na Rusijo; posledično je bil njegov portret dodan v Vojaško galerijo Zimskega dvorca.

## Življenje
Damas je ob začetku francoske revolucije pobegnil z družino najprej v Nemčijo, nato pa v Rusijo, kjer je postal častnik v ruski vojski. 
Sprva je bil pripadnik artilerije, a je bil 18. oktobra 1800 premeščen k inženircem in nato h gardistom. Sodeloval je v bitki pri Austerlitzu. 1. maja 1811 je bil povišan v polkovnika in imenovan za inšpektorja rekrutne baze ter nato za bataljonskega poveljnika Semjonovskega polka. 24. decembra 1812 je postal poveljnik Astrahanskega grenadirskega polka in nato grenadirskega brigade. 15. septembra 1813 je bil povišan v generalmajorja. 10. maja 1814 je podal odpoved iz ruske vojske. 
Po zmagi nad Napoleonom se je pridružil rojalistični francoski vojski in sprva postal generalporočnik, nato pa feldmaršal. V letih 1823−24 je bil minister za obrambo Francije in v letih 1824−28 minister za zunanje zadeve Francije.